# Messier 107
Messier 107 (M107 ili NGC 6171) je kuglasti skup u zviježđu Zmijonoscu. Otkrio ga je Pierre Méchain 1782. godine i vjerojatno je zadnji objekt otkriven iz Messierova kataloga. Neoviso od njega otkrio ga je William Herschel 1793. godine. Helen Sawyer Hogg dodala je M107 u katalog 1947. godine zajedno s M105 i M106. Postojale su naznake da je Pierre Méchain planirao M107 dodati u buduća izdanja kataloga.

## Svojstva
M107 je blizu galaktičkoj ravnici, na udaljenosti od 20.900 svjetlosnih godina od Zemlje. Promjera je 80 svjetlosnih godina. Ukupni sjaj skupa je oko 400.000 puta veći od sjaja Sunca. Čini se da M107 sadrži neke tamne regije što je neobično za kuglasti skup. Skup je također među rjeđim kuglastim skupovima i klasificiran je kao skup vrste X.
M107 nam prilazi brzinom od 147 km/s. Dosad je u njemu otkriveno 25 promjenljivih zvijezda.
Metaličnosti je [Fe/H] = –0.95[6] dex

## Amaterska promatranja
U 200 mm-skom teleskopu, M107 je samo tamna mrlja bez ikakvih detalja.

## Vanjske poveznice
- (engl.) SEDS: NGC 6171
- (engl.) Hartmut Frommert: Revidirani Novi opći katalog
- (engl.) Izvangalaktička baza podataka NASA-e i IPAC-a
- (engl.) Astronomska baza podataka SIMBAD
- (engl.) VizieR
- (engl.) Auke Slotegraaf: NGC 6171 Deep Sky Observer's Companion
- (engl.) Courtney Seligman: Objekti Novog općeg kataloga: NGC 6150 - 6199